# Cureggia

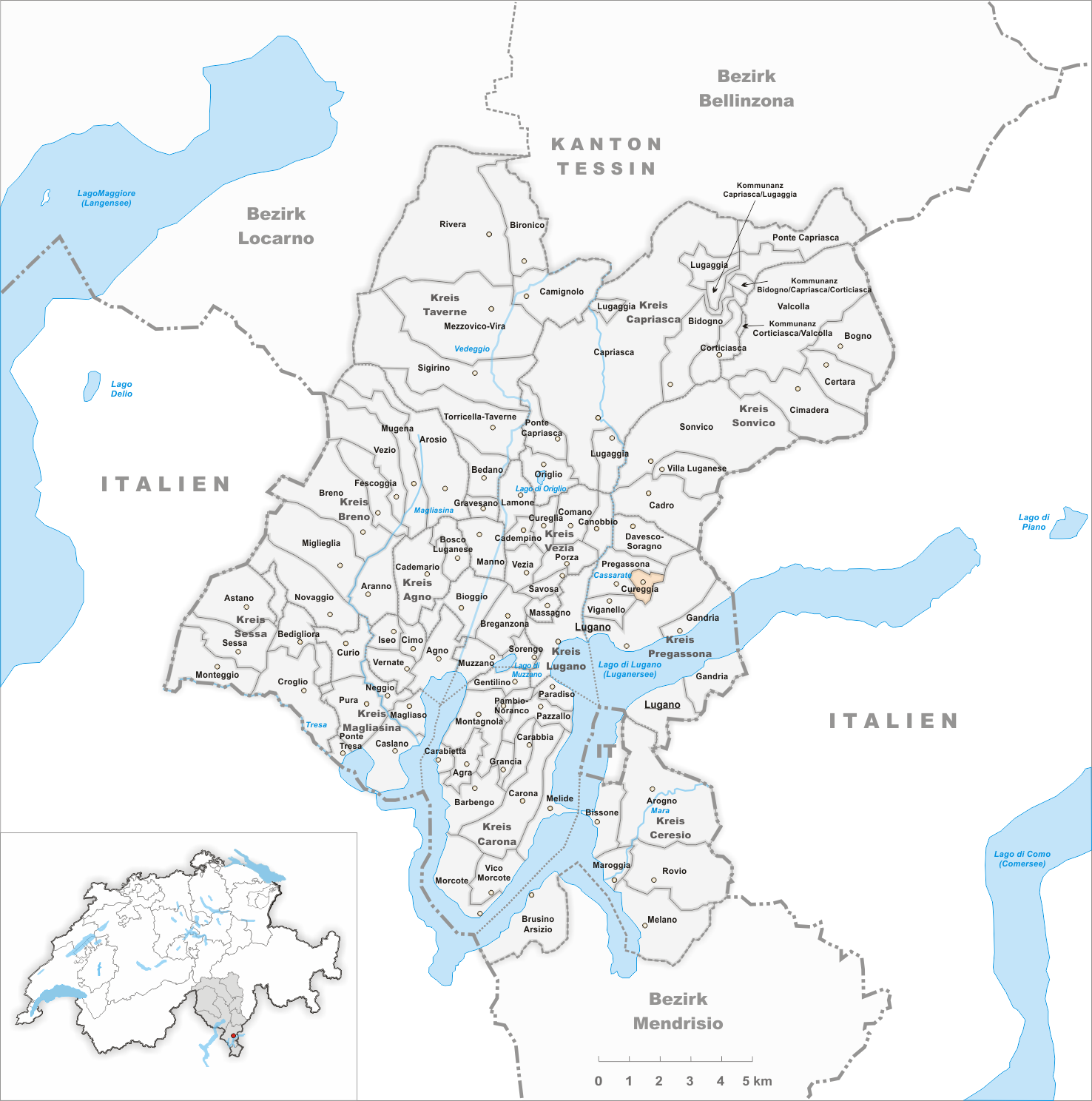
Gemeindestand vor der Fusion am 4. April 2004

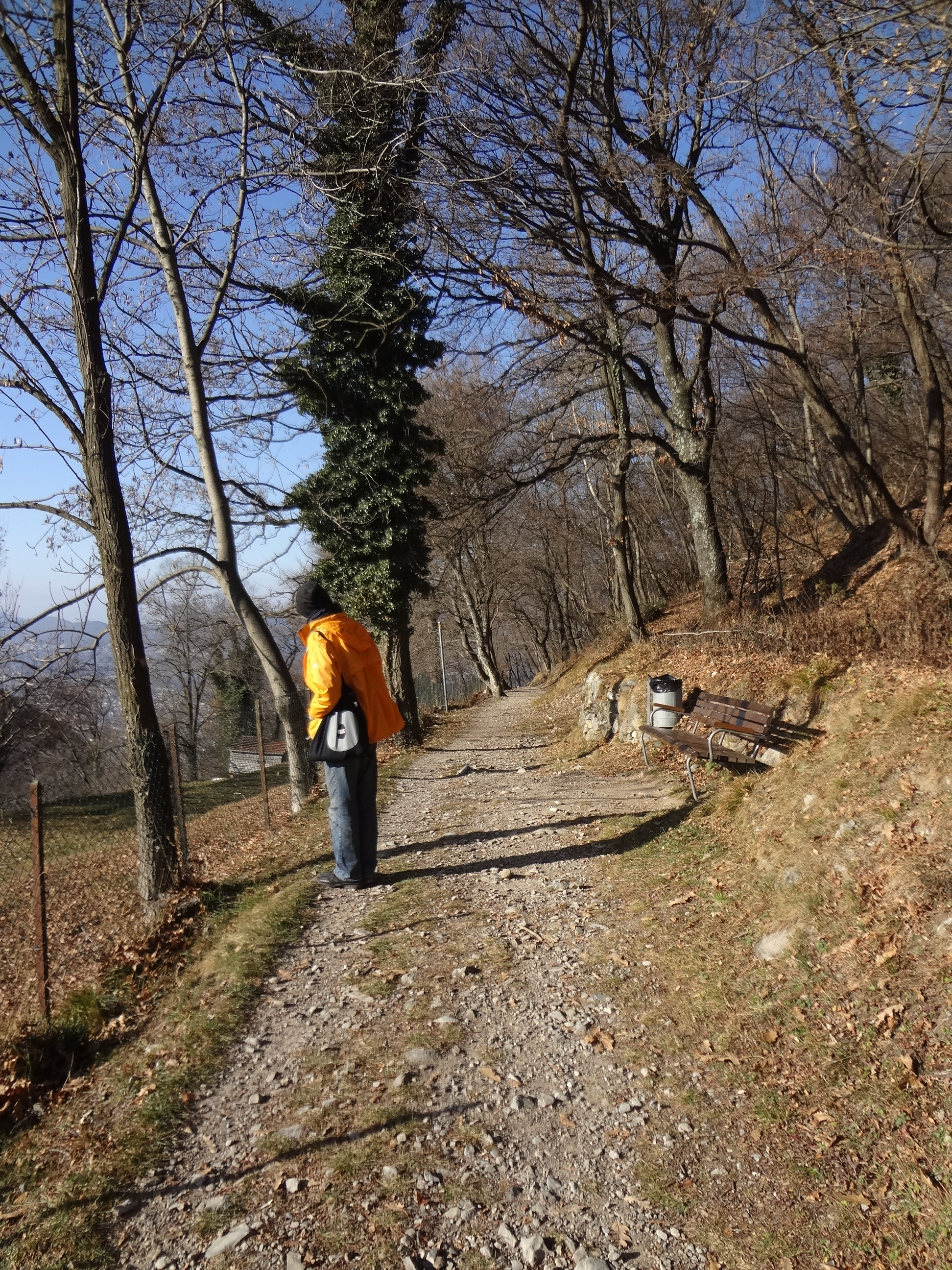
Fussweg von Brè nach Cureggia

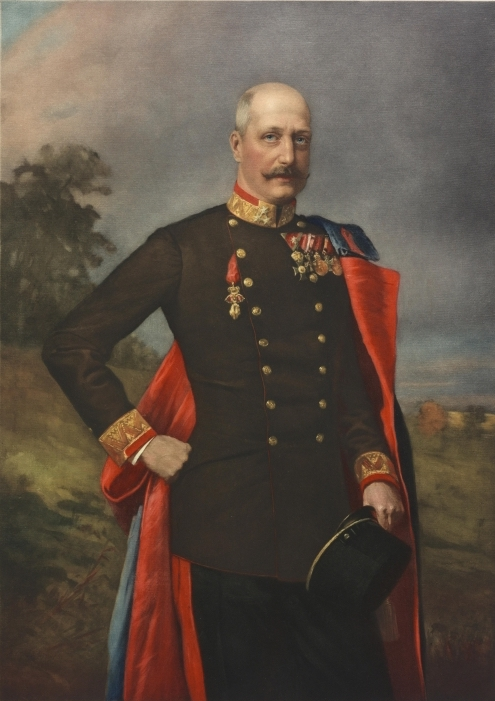
Oskar Brüch: Der Erzherzog Leopold Salvator von Österreich-Toskana.

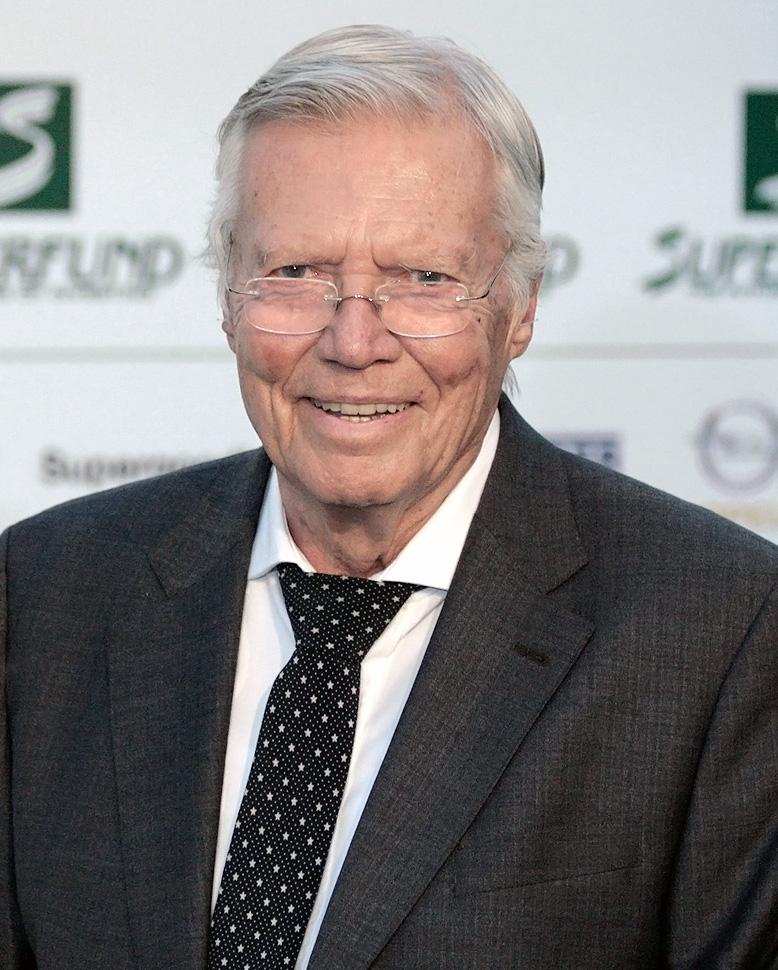
Karlheinz Böhm 2009 bei der Verleihung des Save the World Award

Cureggia ist ein Quartier der Stadt Lugano im Kreis Lugano Ost, im Bezirk Lugano im Schweizer Kanton Tessin.

## Geographie
Es befindet sich auf einer Terrasse des Monte Boglia oberhalb des Kerngebietes von Lugano. Bis zur Eingemeindung in die Stadt Lugano am 4. April 2004 bildete es eine selbstständige politische Gemeinde. 

## Geschichte
Cureggia wurde 1329 erstmals als Curezia erwähnt. 1336 besass der Bischof von Como hier Grundbesitz. Der Besitz der Rusca aus Como gelangte 1454 durch Verkauf an die Gemeinde Sonvico. Die aus dem 14. Jahrhundert stammende Kapelle San Gottardo (1561 erwähnt, 1591 wieder aufgebaut) ist seit jeher von der Pfarrkirche Santa Maria in der Ortschaft Pazzalino (Pregassona) abhängig. Das Bauerndorf Cureggia, eine der ärmsten und kleinsten Gemeinden des Kantons, wurde vermutlich von Familien aus Pregassona und Viganello gegründet, die den Berg bewirtschafteten und sich dort niederliessen. Viele Einwohner emigrierten, um ein Auskommen zu finden. Wie andere kleine Gemeinden verlieh Cureggia zu Beginn des 20. Jahrhunderts Tausenden von Ausländern das Bürgerrecht und erhöhte durch die Erhebung entsprechender Steuern seine Einkünfte. Das berühmte jährliche San-Gottardo-Kirchweihfest in Cureggia hat seine frühere Bedeutung verloren.

## Bevölkerungsentwicklung
Einwohnerzahlen: Jahre 1799-2000 Volkszählungsdaten, Jahre 2004-2023 Statistik der Stadt Lugano

## Sehenswürdigkeiten
- Kirche San Gottardo, Architekt: Giacomo Alberti[4][5]
- Ferienhaus, Architekt: Franco Ponti[4]
- Betkapelle[4]
- Brunnen-Waschanlage[4].

## Pfarrei
- Parrocchia di Santa Maria Pazzalino Pregassona Cureggia[6]

## Persönlichkeiten
- Oskar Brüch (1869–1943), Bildnismaler, ab 1919 in der Schweiz
- Vittore Frigerio (1885–1961), aus Cureggia, Journalist, Direktor der Tageszeitung Corriere del Ticino, Schriftsteller
- N. O. Scarpi alias Fritz Bondy (1888–1980), Schriftsteller, Redaktor und Übersetzer
- Mario Agliati (1922–2011), Sekundarlehrer, Schriftsteller und Lokalhistoriker
- Karlheinz Böhm (1928–2014), österreichischer Schauspieler
- Silvia Banfi (Manassero) (* 20. Februar 1939 in Mailand), Kunstmalerin, Zeichnerin und Photographin[7]
- Marzio Banfi (* 31. Oktober 1945 in Bellinzona), Kunstmaler, Bildhauer und Serigraph[8]
- Katharina Böhm (* 1964), österreichische Schauspielerin